# Saint-Babel
Saint-Babel est une commune française, située dans le département du Puy-de-Dôme, en région Auvergne-Rhône-Alpes.

## Géographie
Une partie du territoire communal est couvert par les Bois de la Comté.
| Vic-le-Comte    | Pignols     | Sallèdes |
| Yronde-et-Buron | Saint-Babel | Manglieu |
| Orbeil          | Aulhat-Flat |          |

### Climat
Pour des articles plus généraux, voir Climat d'Auvergne-Rhône-Alpes et Climat du Puy-de-Dôme.
En 2010, le climat de la commune est de type climat océanique dégradé des plaines du Centre et du Nord, selon une étude du Centre national de la recherche scientifique s'appuyant sur une série de données couvrant la période 1971-2000. En 2020, Météo-France publie une typologie des climats de la France métropolitaine dans laquelle la commune est exposée à un climat de montagne ou de marges de montagne et est dans la région climatique  Nord-est du Massif Central, caractérisée par une pluviométrie annuelle de 800 à 1 200 mm, bien répartie dans l’année. 
Pour la période 1971-2000, la température annuelle moyenne est de 10,6 °C, avec une amplitude thermique annuelle de 16,2 °C. Le cumul annuel moyen de précipitations est de 774 mm, avec 8,5 jours de précipitations en janvier et 6,6 jours en juillet. Pour la période 1991-2020, la température moyenne annuelle observée sur la station météorologique de Météo-France la plus proche, « Issoire », sur la commune d'Issoire à 7 km à vol d'oiseau, est de 12,0 °C et le cumul annuel moyen de précipitations est de 610,7 mm,. Pour l'avenir, les paramètres climatiques de la commune estimés pour 2050 selon différents scénarios d'émission de gaz à effet de serre sont consultables sur un site dédié publié par Météo-France en novembre 2022.

## Urbanisme

### Typologie
Au 1er janvier 2024, Saint-Babel est catégorisée commune rurale à habitat dispersé, selon la nouvelle grille communale de densité à sept niveaux définie par l'Insee en 2022.
Elle est située hors unité urbaine. Par ailleurs la commune fait partie de l'aire d'attraction de Clermont-Ferrand, dont elle est une commune de la couronne,. Cette aire, qui regroupe 209 communes, est catégorisée dans les aires de 200 000 à moins de 700 000 habitants,.

### Occupation des sols
L'occupation des sols de la commune, telle qu'elle ressort de la base de données européenne d’occupation biophysique des sols Corine Land Cover (CLC), est marquée par l'importance des territoires agricoles (61,9 % en 2018), en diminution par rapport à 1990 (63,2 %). La répartition détaillée en 2018 est la suivante : 
terres arables (32,8 %), forêts (32,6 %), prairies (15,8 %), zones agricoles hétérogènes (13,3 %), milieux à végétation arbustive et/ou herbacée (3,4 %), zones urbanisées (2,2 %). L'évolution de l’occupation des sols de la commune et de ses infrastructures peut être observée sur les différentes représentations cartographiques du territoire : la carte de Cassini (XVIIIe siècle), la carte d'état-major (1820-1866) et les cartes ou photos aériennes de l'IGN pour la période actuelle (1950 à aujourd'hui).

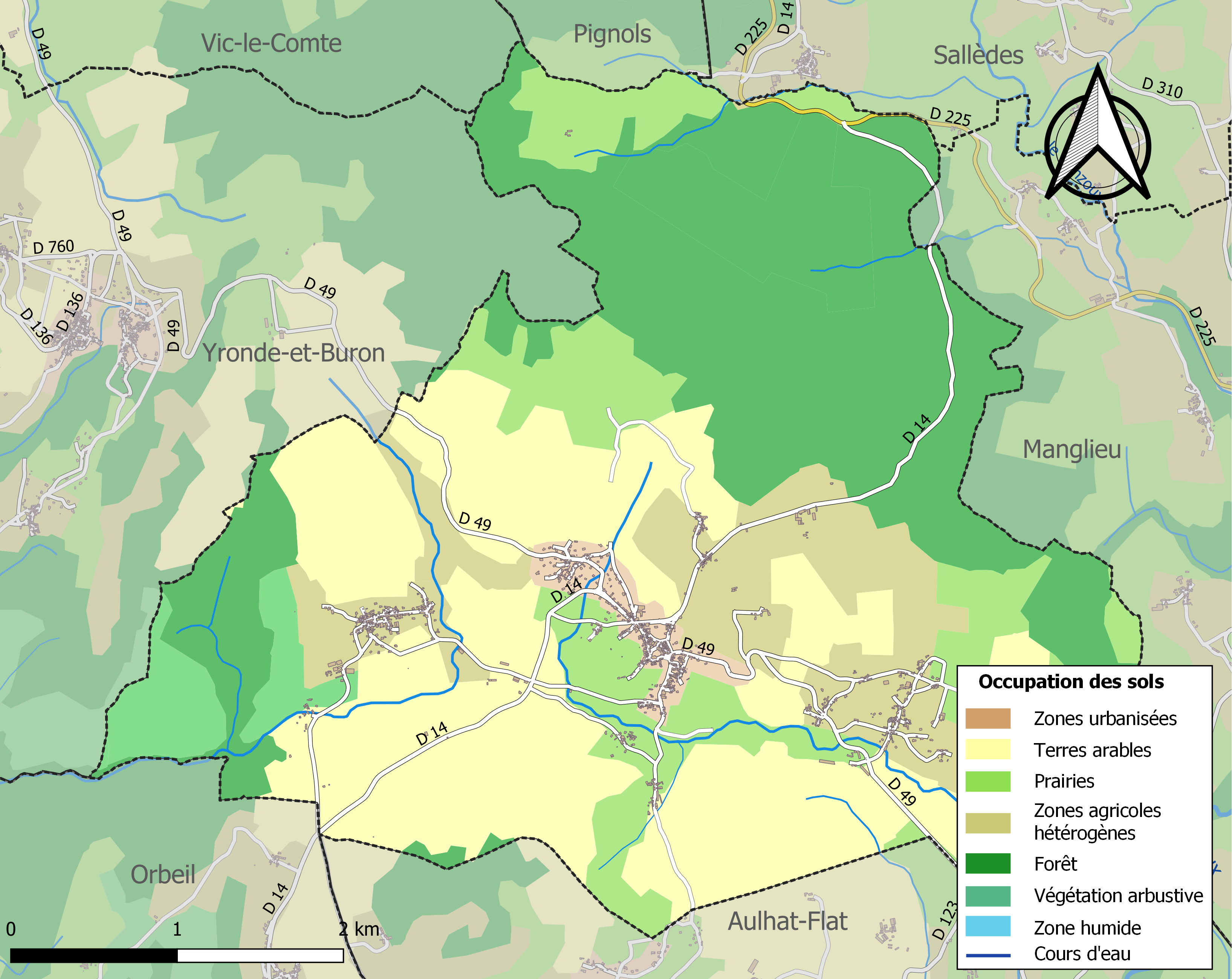
Carte des infrastructures et de l'occupation des sols de la commune en 2018 (CLC).

## Histoire
Au cours de la période de la Convention nationale (1792-1795), la commune a porté le nom de Les Bois.

## Politique et administration
| Période                                  | Période                        | Identité         | Étiquette | Qualité  |
| ---------------------------------------- | ------------------------------ | ---------------- | --------- | -------- |
| Les données manquantes sont à compléter. |                                |                  |           |          |
| mars 2001                                | mars 2008                      | Angélique Ravoux |           |          |
| mars 2008                                | En cours (au 3 septembre 2020) | Guy Archimbaud,  |           | Retraité |

## Population et société

### Démographie
L'évolution du nombre d'habitants est connue à travers les recensements de la population effectués dans la commune depuis 1793. Pour les communes de moins de 10 000 habitants, une enquête de recensement portant sur toute la population est réalisée tous les cinq ans, les populations de référence des années intermédiaires étant quant à elles estimées par interpolation ou extrapolation. Pour la commune, le premier recensement exhaustif entrant dans le cadre du nouveau dispositif a été réalisé en 2004.

En 2022, la commune comptait 942 habitants, en évolution de −0,74 % par rapport à 2016 (Puy-de-Dôme : +2,1 %, France hors Mayotte : +2,11 %).
| 1793  | 1800  | 1806  | 1821  | 1831  | 1836  | 1841  | 1846  | 1851  |
| ----- | ----- | ----- | ----- | ----- | ----- | ----- | ----- | ----- |
| 1 581 | 1 624 | 1 744 | 1 596 | 1 720 | 1 568 | 1 519 | 1 582 | 1 562 |

| 1856  | 1861  | 1866  | 1872  | 1876  | 1881  | 1886  | 1891  | 1896  |
| ----- | ----- | ----- | ----- | ----- | ----- | ----- | ----- | ----- |
| 1 534 | 1 432 | 1 434 | 1 374 | 1 387 | 1 355 | 1 369 | 1 403 | 1 346 |

| 1901  | 1906  | 1911 | 1921 | 1926 | 1931 | 1936 | 1946 | 1954 |
| ----- | ----- | ---- | ---- | ---- | ---- | ---- | ---- | ---- |
| 1 181 | 1 053 | 963  | 815  | 759  | 678  | 619  | 587  | 598  |

| 1962 | 1968 | 1975 | 1982 | 1990 | 1999 | 2004 | 2006 | 2009 |
| ---- | ---- | ---- | ---- | ---- | ---- | ---- | ---- | ---- |
| 618  | 596  | 591  | 624  | 648  | 754  | 821  | 830  | 891  |

| 2014 | 2019 | 2022 | - | - | - | - | - | - |
| ---- | ---- | ---- | - | - | - | - | - | - |
| 939  | 935  | 942  | - | - | - | - | - | - |

## Culture locale et patrimoine

### Lieux et monuments
Butte du château (ou butte de l'horloge), située à l'ouest du bourg. Un château s'y élevait, comme l'atteste l'armorial de Guillaume Revel au XVe siècle, il n'en reste cependant aucune trace aujourd'hui. En 1800, la première municipalité y fit bâtir une tour, encore présente de nos jours, pour y abriter une horloge. Une croix fut également élevée quelques décennies plus tard, ainsi qu'une table d'orientation à la fin du XXe siècle.

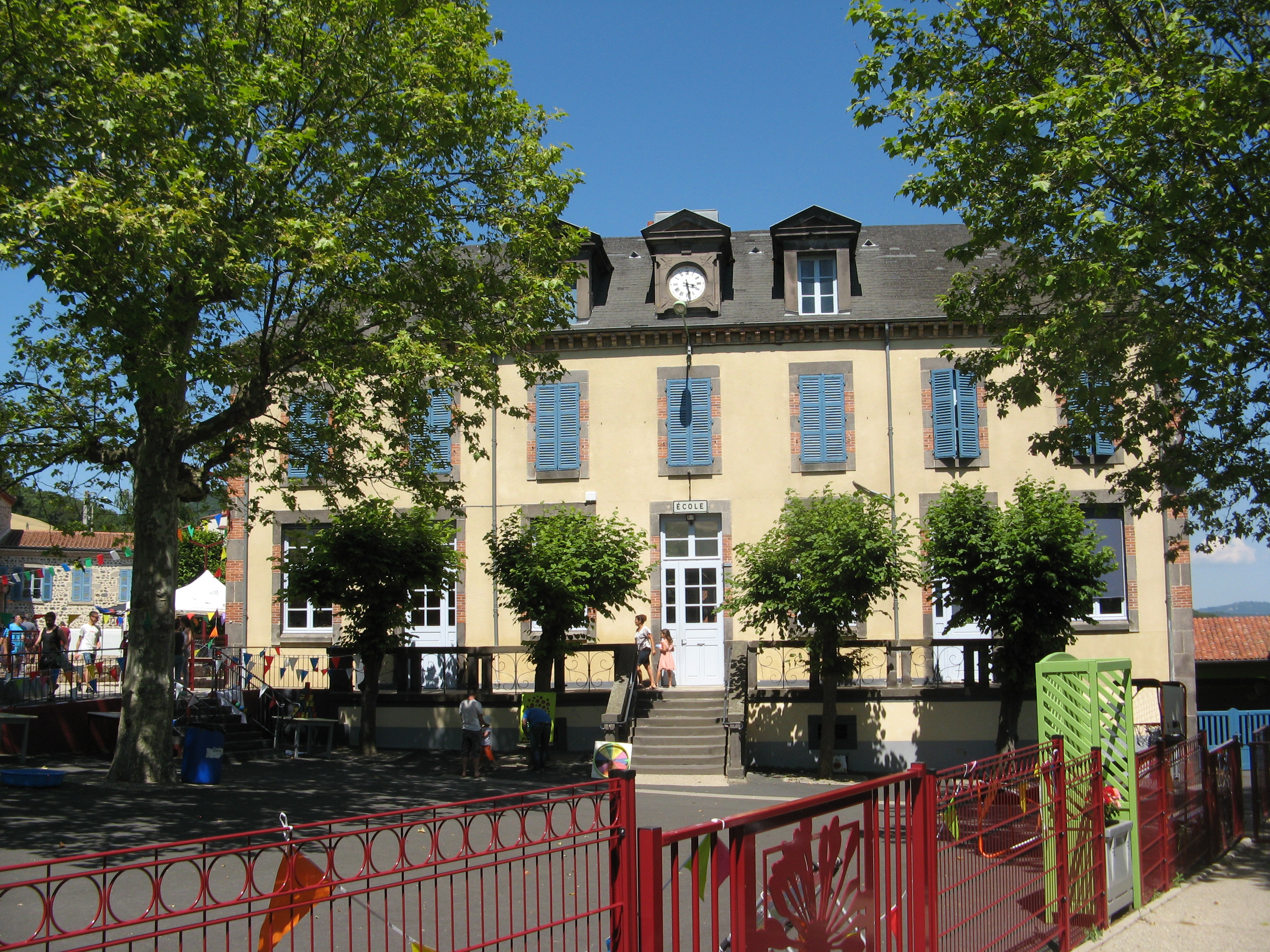
École.

### Équipements culturels
La bibliothèque de Saint-Babel ouvre ses portes au public en septembre 2008.

### Personnalités liées à la commune
- Lucie-Madeleine d'Estaing de Réquistat Dubuisson (ou du Buisson) (née le 24 août 1769 au château du Buisson à Saint-Babel), fille de Jean-Dominique Destaing (ou d'Estaing), sieur du Buisson-Auger et châtelain du Buisson, et de Catherine Dabert, et filleule de l'amiral d'Estaing et de Lucie Madeleine d'Estaing[19]. Elle se maria à Jacques Guy (de) Cousin, comte de La Tour Fondue, seigneur de Murol et de Salles, officier au régiment de Bourgogne-infanterie puis maire de Saint-Amant-Tallende. Mère d'Elise (de) Cousin de La Tour Fondue, épouse de Martial Giscard, et dernière du nom d'Estaing, elle fut aussi l'aïeule dont la famille Giscard d'Estaing obtint de relever le nom en 1922 et 23[20]. Elle fut baptisée en l’église de Saint-Babel le 24 août 1769 par le curé Cheminat .Elle avait pour marraine, par procuration, Lucie Magdelaine d’Estaing (1743-1826) son homonyme, dame de Ravel qui avait été la maîtresse du roi Louis XV dont elle eut 2 enfants.